# La Bible de néon
 (décembre 2016).
La Bible de néon (titre original : The Neon Bible) est un roman écrit par John Kennedy Toole lorsqu'il avait seize ans. Non publié à l'époque car considéré trop immature, il sera publié en 1989 après le succès de La Conjuration des imbéciles, vingt ans après le suicide de son auteur.
En 1995, le réalisateur Terence Davies adapte The Neon Bible au cinéma.

## Résumé
Dans les années 1940, un jeune garçon, David, grandit dans une petite ville du Sud des États-Unis, dans une maison délabrée juchée sur une colline. Comme partout, la religion est omniprésente dans cette ville rurale. Chaque nuit, David voit au loin l'immense bible éclairée de néon qui surplombe l'église, symbole de la ferveur religieuse des habitants qui méprisent sa famille. En effet, sa paroisse est payante, il ne peut pas assister aux offices, ce qui est mal vu. En l'occurrence, c'est sous la houlette du pasteur Watkins que se rassemblent les fidèles. Le père, Frank, ouvrier à la seule usine du coin, a été viré, et ne travaille plus qu'à mi-temps dans une station-service. Le reste de son temps, il l'occupe à cogiter et s'applique à devenir un père et un mari indigne. Alors, David trouve refuge auprès de sa tante, la sexagénaire excentrique Mae, qui débarque un jour de printemps. Mais Tante Mae, qui se rêvait actrice, part bientôt pour Nashville, et le pasteur décide de placer la mère de David à l'asile...